# Peder Stenberg
Peder Stenberg, född 23 april 1978, är sångare och låtskrivare i bandet Deportees samt filosofie doktor vid Umeå universitet.  
Stenberg disputerade 29 april 2011 på den etnologiska avhandlingen "Den allvarsamma leken : Om World of Warcraft och läckaget."
Peder är bror till bandmedlemmen Anders Stenberg. 